# كيت هال
كيت هال (بالإنجليزية: Kate Hall)‏ هي منافسة ألعاب القوى أمريكية، ولدت في 12 يناير 1997 في كاسكو في الولايات المتحدة.

## وصلات خارجية
- كيت هال على موقع الاتحاد الدولي لألعاب القوى (الإنجليزية)
- كيت هال على موقع الاتحاد الأمريكي لسباقات المضمار والميدان (الإنجليزية)
- كيت هال على موقع TFRRS.org (الإنجليزية)